# 스트렙토마이신
스트렙토마이신(Streptomycin)은 항생제이다. 아미노글리코사이드(aminoglycoside)로 불리는 약물군 중 첫 번째로 발견되었으며, 결핵의 1차 치료제이다. 토양미생물인 방선균(actinobacterium,Actinomyces, 放線菌)중 하나인 스트렙토미세스속(Streptomyces griseus)으로부터 만들어진다. 스트렙토마이신은 살균성 항생제이다.
스트렙토마이신은 경구로 투여할 수 없으며, 정기적인 근육 주사로 투여해야 한다. 부작용으로 이독성(ototoxicity)이 있는데, 귀에 손상을 줄 수 있다.

## 개발사
스트렙토마이신은 1943년 10월 19일에 러트거스 대학교의 셀먼 에이브러햄 왁스먼 연구소에서 알버트 샤츠(Albert Schatz)가 처음으로 분리하였다. 왁스먼과 그의 연구소에서는 여러 항생제를 발견하였는데, 그 중 스트렙토마이신과 네오마이신은 다양한 감염병의 치료에서 폭넓게 사용된다. 스트렙토마이신은 결핵 치료에 사용할 수 있는 첫 번째 항생제였다. 이 약은 초기에 조지 W. 머크의 Merck & Co.에서 주로 생산하였다.
스트렙토마이신의 첫 번째 무작위 임상시험은 1946년 ~ 1947년에 실시되었다. 그 결과, 약제에 대한 작은 독성과 내성이 있었으나, TB에 효과가 있었다.

## 작용 기제
스트렙토마이신은 단백질합성억제제이다. 이 약은 포르밀메티오닐tRNA(formyl-methionyl-tRNA)의 30S 아단위의 결합을 간섭하면서 세균의 리보솜의 30S 아단위의 S16 단백질에 결합한다. 이것이 단백질 합성의 개시를 막고, 미생물 세포를 죽게 한다. 인간은 세균과는 구조적으로 다른 리보솜을 갖고 있으므로, 항생제가 세균에만 작용하도록 선택할 수 있다. 어쨌든, 낮은 농도의 스트렙토마이신은 세균의 리보솜을 잘못된 mRNA로 유도하여 세균의 성장을 막을 수 있다. 스트렙토마이신은 그람양성과 그람음성 세균을 모두 억제하여, 항생제로서 폭넓게 사용된다.

## 부작용
다른 아미노글리코사이드계 항생물질과 같이 청신경, 신장에 대한 독성을 갖고 있어서, 부작용으로 난청, 신장 장애 등이 나타난다. 따라서, 투여시 청각 기능, 신장기능검사를 같이 하는 것이 필요하며, 부작용의 징후가 나타나면 투여를 중지해야 한다.

## 용도

### 질병의 치료
- 젠타마이신에 감수성이 없는 장구균(腸球菌)에 의한 감염성심내막염
- 다른 항결핵제와 함께 결핵 치료에 사용. 고가의 치료를 바랄 수 없는, 의료 서비스가 충분하지 않은 사람들이 아니라면, 1차 치료제로 사용되지 않는다.
- 페스트에 대한 1차 약제로 사용되어 왔다. 미국 식품의학국에서도 이러한 용도가 승인되었다.
- 수의학에서는 스트렙토마이신이 대형 동물(말, 소, 양 등)에서의 그람음성균에 대한 1차 항생제이다. 스트렙토마이신은 종종 프로카인 페니실린의 근육내 주사와 병행된다.

스트렙토마이신은 전통적으로 근육내에 주사되지만, 정맥으로 투여될 수도 있다.

### 농약
스트렙토마이신은 세균이나 곰팡이, 조류(藻類)의 성장을 막기 위해 농약으로 사용되기도 한다. 스트렙토마이신은 일부 과일, 채소, 씨앗, 관상용 식물에서 세균과 곰팡이로 인한 병을 억제하며, 장식용 연못과 수족관의 조류를 막는다. 스트렙토마이신은 사과나무와 배나무의 부란병의 통제에 주로 사용된다. 의학적인 사용에서처럼, 광범위한 사용은 내성을 가진 종의 발달과 관련이 있을 수 있다.

### 세포 배양
스트렙토마이신은 페니실린과 함께 표준 항생 혼합제로서 세포 배양의 세균 감염을 막기 위해 사용된다.